# Ulica Tomasza Wilczyńskiego w Olsztynie
Ulica Wilczyńskiego – główna ulica olsztyńskiej dzielnicy Jaroty. Rozciąga się od pętli autobusowej w Pieczewie do skrzyżowania z ulicą Hallera na Osiedlu Generałów. Na całym przebiegu swej trasy krzyżuje się m.in. z al. Sikorskiego i ul. Krasickiego. Jej trasa przebiega przez osiedla Pieczewo, Jaroty i Osiedle Generałów.
Ulica budowana była w latach 80. Miała nosić nazwę Handlowej, następnie Władysława Gomułki. Ostatecznie nosi imię bp. Tomasza Wilczyńskiego, pierwszego polskiego administratora kościelnego na Warmii od czasów bp. Ignacego Krasickiego.

## Komunikacja
Ulicą Wilczyńskiego biegną trasy 17 linii komunikacyjnych (w tym jednej nocnej). Są to linie numer 113, 117, 120, 121, 126, 127, 130, 131, 136, 141, 201, 202, 203, 204, 303, 307 oraz N01. Linie te łączą Jaroty z pozostałymi dzielnicami Olsztyna, umożliwiają mieszkańcom dzielnicy bezprzesiadkowy dostęp do niemal każdego zakątka miasta.
Przy ulicy Wilczyńskiego znajduje się 15 przystanków autobusowych. W ich skład wchodzą dwa przystanki końcowe oraz 2 przystanki startowe (są to przystanki pętli na Osiedlu Generałów i Pieczewie). 8 przystanków jest umieszczonych w kierunku zachodnim, 7 w kierunku wschodnim.

### Dane drogi
Ulica Wilczyńskiego jest drogą posiadającą po dwa pasy ruchu w każdym kierunku (poza odcinkiem od pętli w Pieczewie do skrzyżowania z ulicami Gębika i Żurawskiego, gdzie kierowcy mają do dyspozycji po jednym pasie w każdym kierunku).
Na trasie ulicy zainstalowanych są 5 sygnalizacji świetlnych:
- przy przejściu dla pieszych na wysokości Gimnazjum nr 13
- przy skrzyżowaniu z ulicą Krasickiego
- przy skrzyżowaniu z ulicami Boenigka i Kanta
- przy skrzyżowaniu z ulicą Jarocką
- przy skrzyżowaniu z aleją Sikorskiego i ulicą Płoskiego[1]